# Trần Kha
Trần Kha (giản thể: 陈珂, phồn thể: 陳珂, bính âm: Chén Kē; sinh ngày 9 tháng 8 năm 1995) là một nữ ca sĩ người Trung Quốc trực thuộc công ty giải trí Shanghai STAR48 Culture Media Co., Ltd. Cô là thành viên thế hệ thứ 5 của nhóm nhạc nữ thần tượng SNH48, và là thành viên của Đội Z thuộc GNZ48.

## Sự nghiệp
Ngày 25 tháng 7 năm 2015, cô trở thành thành viên thế hệ thứ 5 của SNH48. Ngày 4 tháng 12, cô chính thức ra mắt thông qua buổi công diễn đầu tiên "Theater Goddess", và chuyển đến Đội XII của SNH48.
Ngày 28 tháng 3 năm 2016, cô cùng SNH48 giành được Giải thưởng đột phá nhất trong năm và Giải thưởng kết hợp do khán giả bình chọn trong Lễ hội âm nhạc Billboard phương Đông lần thứ 23. Ngày 20 tháng 4, cô chuyển đến GNZ48 và gia nhập Đội G của GNZ48. Ngày 30 tháng 7, cô tham gia tổng tuyển cử "Fly Together" lần thứ 3. Ngày 7 tháng 9, cô cùng GNZ48 phát hành đĩa mở rộng đầu tiên "You Don't Know Me".

## Danh sách đĩa nhạc

### GNZ48 EP
| # | Tựa đề                | Bài hát              | Tư cách            | MV | Ghi chú              |
| - | --------------------- | -------------------- | ------------------ | -- | -------------------- |
| 1 | 《YOU DON'T KNOW ME》 | YOU DON'T KNOW ME    | Nhóm tuyển chọn    | ★  |                      |
| 1 | 《YOU DON'T KNOW ME》 | LOVE                 | Đội G              |    |                      |
| 1 | 《YOU DON'T KNOW ME》 | Be your own master   | Đội G              |    |                      |
| 2 | 《BOOM! BOOM! BOOM!》 | Sách phong vị lai    | Đội G              |    |                      |
| 3 | 《I.F》               | Dấu chân bồ công anh | Nhóm tuyển chọn    | ★  |                      |
| 3 | 《I.F》               | Miss Camellia        | Đội G              |    |                      |
| 4 | 《SAY NO》            | SAY NO               | Nhóm tuyển chọn    | ★  |                      |
| 4 | 《SAY NO》            | I Know               | Đội G              |    | Center               |
| 4 | 《SAY NO》            | Ngốc nghếch          | Nhóm CP chính thức | ★  | CP cùng Trịnh Đan Ny |
| 5 | 《HERO》              | HERO                 | Nhóm tuyển chọn    | ★  |                      |

### SNH48 EP
| #  | Tựa đề                      | Bài hát                     | Tư cách               | MV | Ghi chú |
| -- | --------------------------- | --------------------------- | --------------------- | -- | ------- |
| 13 | 《Áo choàng công chúa》     | Giấc mơ vụt tắt             | Nhóm tuyển chọn GNZ48 |    |         |
| 16 | 《Summer Pirates》          | Summer Pirates              | Nhóm tuyển chọn       | ★  |         |
| 16 | 《Summer Pirates》          | Thiểm tịnh tịnh             | Team G                |    |         |
| 17 | 《Dawn in Naples》          | Tín ngưỡng quân trang       | Running group         | ★  |         |
| 18 | 《Điềm mật thịnh điển》     | Không gặp không về          | Nhóm tuyển chọn GNZ48 | ★  |         |
| 19 | 《Chương nhạc tương lai》   | Hold tight                  | Nhóm tuyển chọn GNZ48 |    |         |
| 20 | 《Quy luật rừng xanh》      | Never Say Never             | Nhóm tuyển chọn GNZ48 | ★  | Center  |
| 21 | 《Áng mơ của ma nữ》        | Thiên không tín             | Nhóm Ước Mơ           | ★  |         |
| 22 | 《Now and Forever》         | Brave Heart                 | Nhóm tuyển chọn GNZ48 |    | Center  |
| 28 | 《Bộ ba tăng trưởng F.L.Y》 | Tương lai trở lại （Light） | TOP32                 | ★  | Center  |
| 30 | 《Hoa nhung》               | Hoa nhung                   | TOP16                 | ★  |         |

### Trình diễn hòa nhạc
| Tựa đề                                                                  | Ngày        | Tên bài hát                               | Ghi chú                                       |
| ----------------------------------------------------------------------- | ----------- | ----------------------------------------- | --------------------------------------------- |
| 2016                                                                    |             |                                           |                                               |
| Hòa nhạc giới thiệu "Love Music, Wing Up" GNZ48 Dream Set sail Showcase | 26 tháng 8  | (đợi kiểm tra)                            | (đợi kiểm tra)                                |
| 2018                                                                    |             |                                           |                                               |
| NHÓM GIA ĐÌNH SNH48 & Concert kỷ niệm 5 năm SNH48                       | 2 tháng 2   | Song diện thần tượng                      | Cùng Trịnh Đan Ny                             |
| SNH48 4th Annual Golden Melody Awards BEST 50                           | 3 tháng 2   | Quả chuối ngây ngô                        | Cùng Trịnh Đan Ny                             |
| GNZ48 TOP16 PVC Sisters Love Tour Thâm Quyến                            | 6 tháng 10  | Cô ấy và cô ấy                            | Cùng Trương Quỳnh Dư                          |
| 2019                                                                    |             |                                           |                                               |
| SNH48 5th Annual Golden Melody Awards BEST 50                           | 19 tháng 1  | Điệu tango lặng im                        | Cùng Trịnh Đan Ny                             |
| SNH48 5th Annual Golden Melody Awards BEST 50                           | 19 tháng 1  | Runaway Girl                              | Cùng Mã Ngọc Linh, Lý Tinh Vũ, Vương Vũ Huyên |
| SNH48 5th Annual Golden Melody Awards BEST 50                           | 19 tháng 1  | Dấu chân bồ công anh                      | Cùng Trịnh Đan Ny                             |
| SNH48 6th Annual Golden Melody Awards BEST 50                           | 21 tháng 12 | Nhất thể đồng tâm                         | Cùng Trịnh Đan Ny                             |
| 2021                                                                    |             |                                           |                                               |
| SNH48 7th Annual Golden Melody Awards BEST 50                           | 16 tháng 1  | Ái vị ương                                | Cùng Trịnh Đan Ny                             |
| SNH48 7th Annual Golden Melody Awards BEST 50                           | 16 tháng 1  | Chúng ta được định sẵn không thể bên nhau | Cùng Hứa Dương Ngọc Trác                      |
| 2022                                                                    |             |                                           |                                               |
| SNH48 8th Annual Golden Melody Awards BEST 50                           | 8 tháng 1   | Look Out (Tần số)                         | Cùng Trịnh Đan Ny                             |
| SNH48 8th Annual Golden Melody Awards BEST 50                           | 8 tháng 1   | Dominated (Chi phối nhân)                 | Cùng Vương Hiểu Giai                          |